# Otto Schell (Heimatforscher)

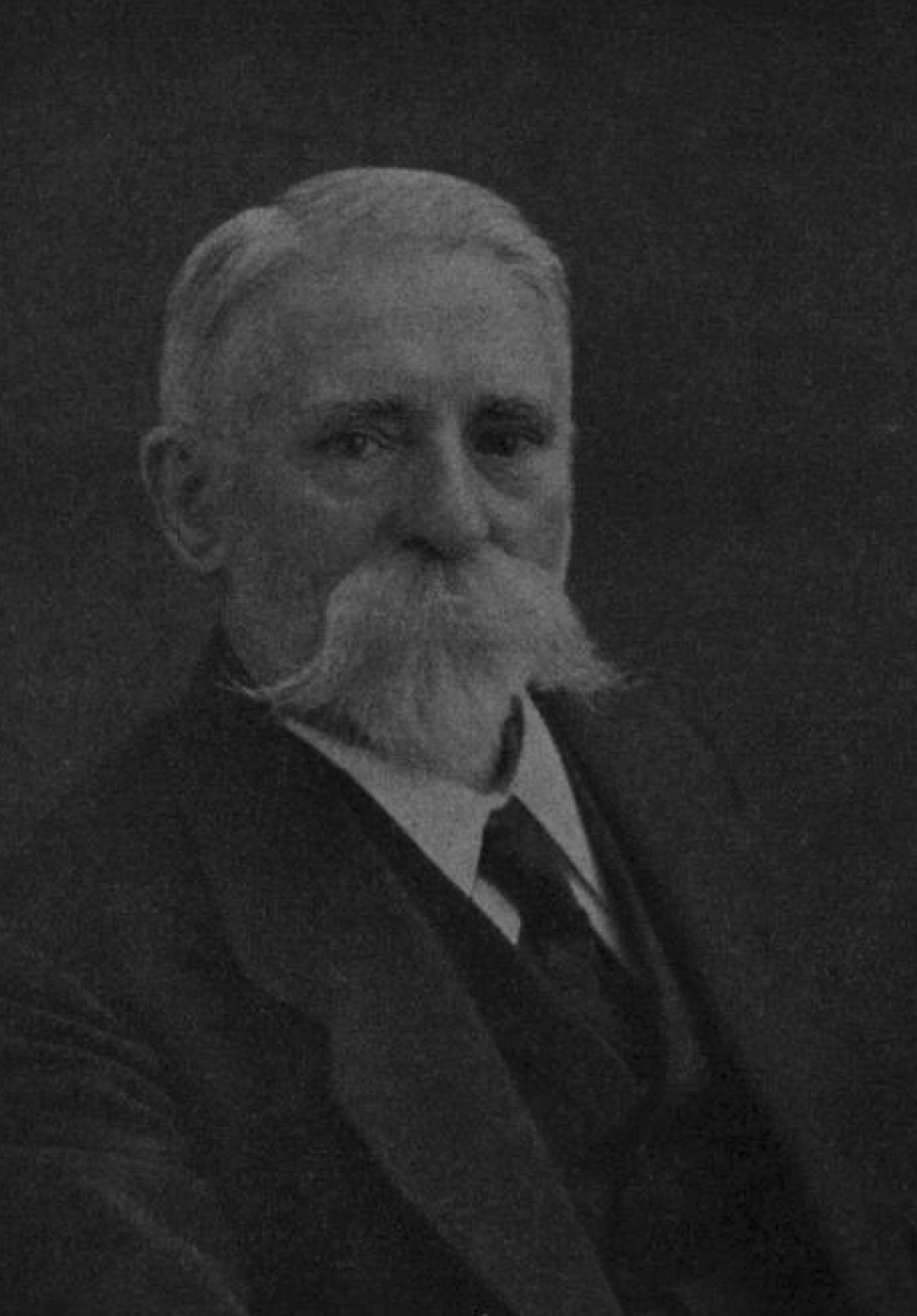
Otto Schell

Otto Schell (* 14. März 1858 in Elberfeld; † 10. März 1931 in Wuppertal) war ein Heimatforscher des Bergischen Landes. Für seine Schriften verwendete er auch das Pseudonym O. Elver.

## Leben
Otto Schell war der Sohn des Webermeisters Karl Schell. Er war Lehrer in Elberfeld und Herausgeber der Monatsschrift des Bergischen Geschichtsvereins. Schell gehörte zu den Verfechtern der Bergischen Bauweise und erforschte deren Kulturgeschichte.
Zu seinen mehr als 1000 Veröffentlichungen zählt auch der historische Teil der offiziellen Festschrift zur Dreihundertjahrfeier der Stadt Elberfeld 1910. Seine bis 1897 zusammengetragene Sammlung der Bergischen Sagen wurde in zahlreichen Neuauflagen nachgedruckt.
Schell war mit Calla geb. Juulmann verheiratet.
Seine Ruhestätte auf dem lutherischen Friedhof an der Hochstraße in Wuppertal-Elberfeld wird von der Stadt gepflegt. Sein Geburtshaus in Lipkenskothen, ein Fachwerkhaus aus dem Jahr 1756 im heutigen Stadtteil Katernberg mit der Wohnanschrift Birkenhöhe 49, wurde am 7. Dezember 1981 abgerissen.

## Schriften (Auswahl)
- Bergische Sagen. Baedeker, 1897.
- Geschichte der Stadt Elberfeld. Baedeker, Elberfeld, 1900.
- Beiträge zum Baumkultus im Bergischen. In: Zeitschrift des Vereins für rheinische und westfälische Volkskunde. Jg. 1, 1904, S. 55.
- Neue Bergische Sagen. 1905.
- Bergische Zauberformeln. In: Zeitschrift des Vereins für Volkskunde 16, 1904, S. 170–176.
- Altbergische Häuser in Bild und Wort. Fülle, Barmen 1907.
- Bergischer Volkshumor. Deutsche Verlagsgesellschaft, Leipzig 1907.
- Berg’sche Vertällsches. Martini & Grüttefien, Elberfeld 1912.
- mit Heinrich Weitkam: Bergische Kinderreime. Velhagen & Klasing, 1924.
- Aus Großmutters Tagen. Martini & Grüttefien, Elberfeld 1925.
- Bergische Frauen. Martini & Grüttefien, Elberfeld 1927.
- Beiträge zum Volksglauben im Bergischen. Martini & Grüttefien, Elberfeld 1929.
- mit Ernst Lorenzen: Bergisch-Märkische Volkskunde. Spiel, Reige, Tanz, Legenden, Redensarten und Sprichwörter, Wetterglauben, Sitte und Brauch, Märchen, Glockenkunde. Velhagen & Klasing, 1929.

Herausgeberschaft
- Nordische Germanische Göttersagen. Leipzig, 1925